# 李梦琦
李梦琦（1997年11月26日—），中国女歌手、舞者，出生于江西吉安遂川。

## 经历
2015年， 获得第十一届江西新丝路超级模特大赛平面组冠军。 
2018年，参加香蕉娱乐Trainee18练习生总选，并成功入选二期练习生。。
2019年，作为新人参加腾讯视频综艺节目《明日之子水晶时代》，初舞台表演《特务J》被导师称为“唱跳最稳”选手。最终排名第15位。
2020年，参加腾讯视频女团选秀节目《创造营2020》，并在第一轮顺位前的班会上表演《创造营48模仿秀》。最终排名第26。

## 音乐作品

### 明日之子水晶时代时期
| 发行时间 | 歌曲名称（歌曲说明）               | 原唱者 |
| 2019     | 《特务J》 （初评级舞台）           | 蔡依林 |
| 2019     | 《遇见》（声乐考核）               | 孙燕姿 |
| 2019     | 《个中强手》（第一次公演舞台）     | 罗志祥 |
| 2019     | 《爱上未来的你》（舞台表现力考核） | 潘玮柏 |
| 2019     | 《波斯猫》（第二次公演舞台）       | S.H.E  |

### 创造营2020时期
| 发行时间 | 歌曲名称（歌曲说明）                                                | 原唱者                 |
| 2020     | 《眉飞色舞》（初舞台）                                              | 郑秀文                 |
| 2020     | 《招牌动作》 （第一次公演，与刘些宁、徐艺洋、华承妍等选手参演）     | 蔡依林                 |
| 2020     | 《你最最最重要》（主题曲）                                          | 创造营2020练习生       |
| 2020     | 《I'm Not Yours》（第二次公演，与许潇晗、刘念等选手参演）           | 蔡依林（Ft.安室奈美惠) |
| 2020     | 《那个女孩对我说》（六一街头快闪表演，与许潇晗、刘念等选手参演）    | 黄义达                 |
| 2020     | 《Ice Queen》（第三次公演，与希林娜依高、孙珍妮、王一桥等选手参演） | 原创曲目               |

## 外部連結
- 李梦琦的新浪微博